# نوبوهیده ایواشینا
نوبوهیده ایواشینا (ژاپنی: 岩科 信秀؛ زادهٔ ۱۱ دسامبر ۱۹۶۹) یک بازیکن فوتبال اهل ژاپن است.
از باشگاه‌هایی که در آن بازی کرده‌است می‌توان به باشگاه فوتبال شیمیزو اس-پالس اشاره کرد.